# Lophozia heteromorpha
Lophozia heteromorpha là một loài Rêu trong họ Jungermanniaceae. Loài này được R.M. Schust. & Damsh. mô tả khoa học đầu tiên..